# Déionée fils d'Eurytos
Pour les articles homonymes, voir Déionée.
Dans la mythologie grecque, Déion (en grec ancien Δηίων / Dêiôn) ou Déionée (Δηιονεύς / Dêioneus) est un roi de d'Œchalie en Thessalie, fils d’Eurytos et d’Antiope. Thésée lui donna pour épouse son ancienne concubine Périgouné, la fille du brigand Sinis,. 
Une tradition isolée rapportée par Hygin attribue à un Déion la paternité de Nisos, le roi de Mégare ; il pourrait s’agir du fruit de cette union, Périgouné provenant de la région de l’Isthme.